# Hrubšice (zámek)
Zámek Hrubšice se nachází na východním okraji vsi Hrubšice, části města Ivančice v okrese Brno-venkov. Je chráněn jako kulturní památka České republiky.
Na místě zámku je v roce 1555 připomínána tvrz. Stavba renesančního sídla byla zahájena ve druhé polovině 16. století, neboť v letech 1558–1598 byly Hrubšice samostatným statkem pánů z Lipé, odděleným od moravskokrumlovského panství. Pravděpodobně Berchtold Bohosud z Lipé si zde začal stavět zámecké sídlo, které možná obsáhlo i hmotu původní tvrze. Zámek zřejmě nebyl v roce 1598, kdy Bechtold Bohosud získal po otci Moravský Krumlov, dokončen; k tomu došlo zřejmě až po roce 1600. V té době již stavba ztratila sídelní funkci, byla využívána pouze jako místo hospodářské správy, později též jako byty úředníků. Nyní je zámek v soukromém vlastnictví.
Původně se jednalo o trojkřídlou stavbu s dvorem otevřeným k jihu. Nádvoří s arkádami v severním a východním křídle je přístupné průjezdem s bosovaným portálem v severním křídle. Jižní křídlo, které uzavírá současnou čtyřkřídlou dispozici, bylo dostavěno později, zřejmě v 18. století.

## Galerie

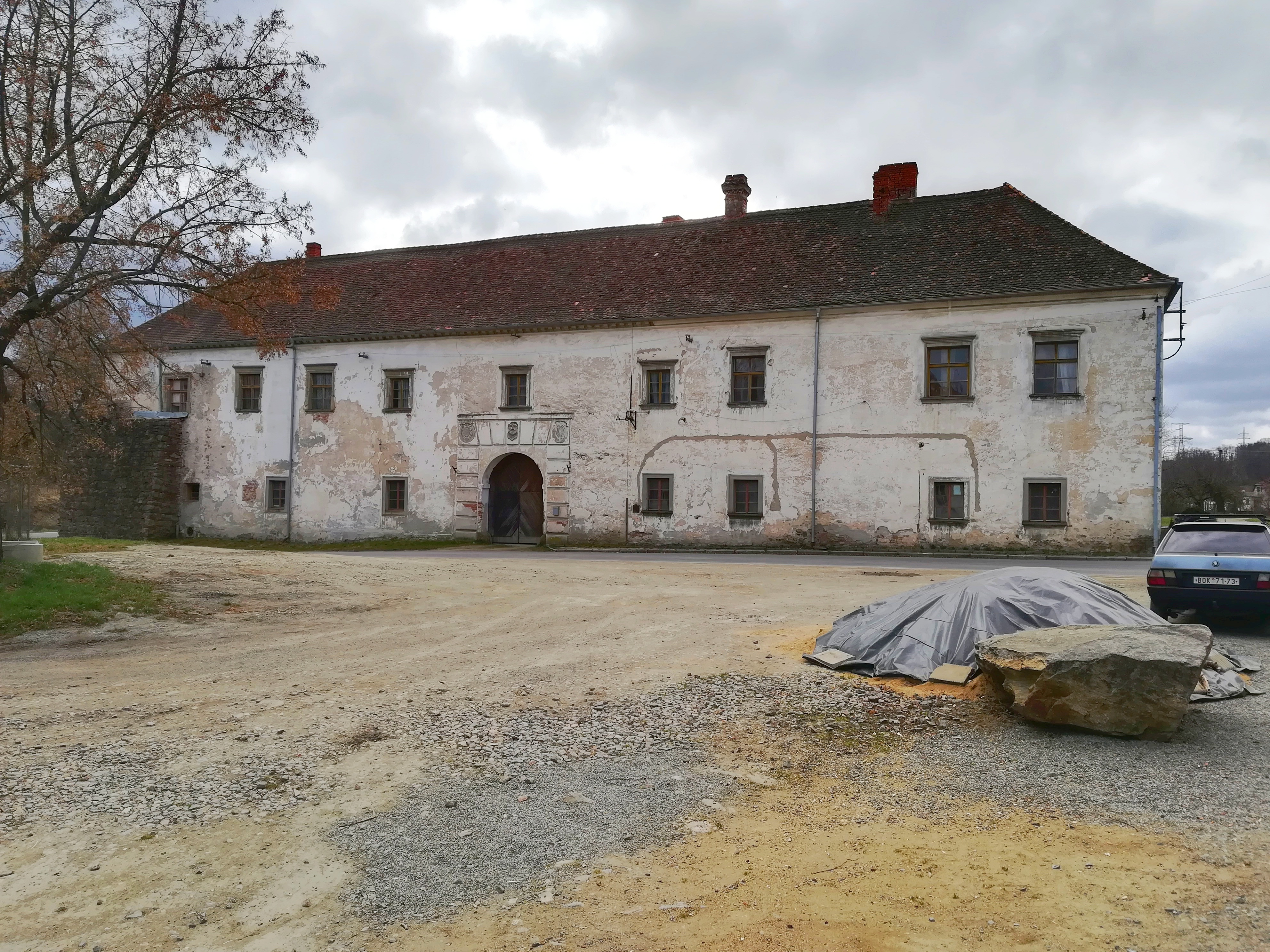
severní průčelí
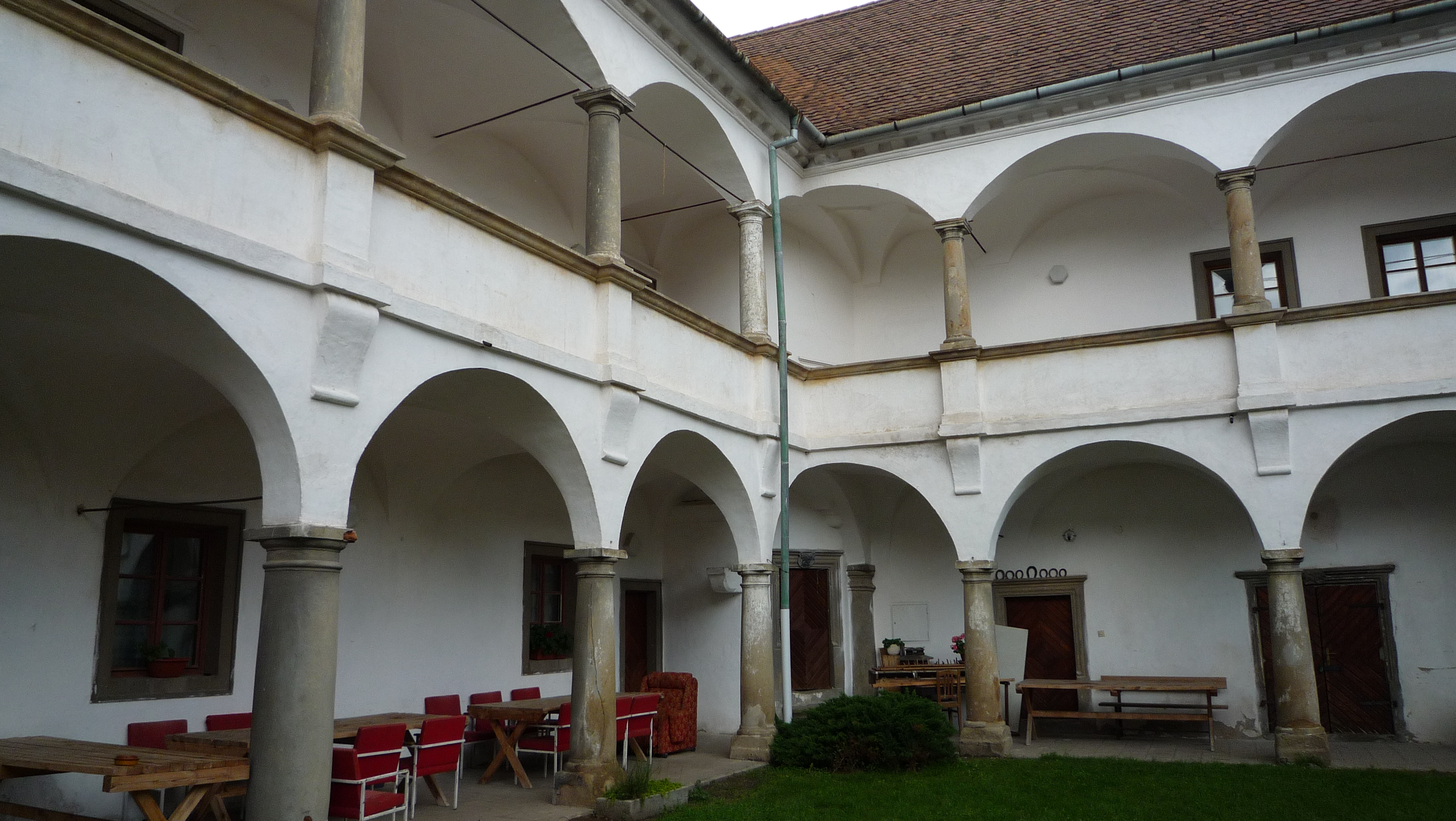
nádvoří s arkádami